# Tetraedritcsoport
A tetraedritcsoport (fakóércek csoportja) a szabályos kristályrendszerbem, tetraéder-termetű kristályokban vagy tömeges halmazokban fordul elő. Gyakori a csoportban az ikerkristályosodás. Fontos vegyesérc forrás, telérekben gyakori. A tetraedritcsoport önálló ásványcsoportot alkot a II. Szulfidok és rokon vegyületek ásványosztályon belül.

## Kémiai és fizikai tulajdonságai
- Általános képlete: A12B4X13 : ahol A= Ag, Cu, Fe, Hg; B=As. Sb; X= S, Se, Te.
- Szimmetriája: a szabályos kristályrendszerben, kristályai több szimmetria elemet, centrumot, síkokat és szimmetrialapokat tartalmaznak.
- Sűrűsége:  4,4-5,1 g/cm³.
- Keménysége: 3,0-4,5  (a Mohs-féle keménységi skála szerint).
- Hasadása: nincs.
- Törése: egyenetlen, törési felületük általában fényes
- Színe: acélszürke, vasfekete.
- Fénye: fémes vagy féligfényes.
- Átlátszóság:  opak.
- Por színe:  szürke vagy vörösesfekete.
- Elméleti réz tartalom:  Cu= 22-53%. ( a változattól függően).
- Elméleti ezüst tartalom:  Ag= max. 18,0% a freibergitben.
- Elméleti arzén tartalom: As= max. 20% a tennantitban.
- Elméleti antimon tartalom: Sb= max. 29% a tetraedritben.
- Elméleti bizmut tartalom: Bi= max. 13% az annivitben.
- Elméleti higany tartalom: Hg= max 17% a schwazitban.
- Különleges tulajdonsága: gyengén vezeti az elektromosságot.

## Elnevezése és keletkezése

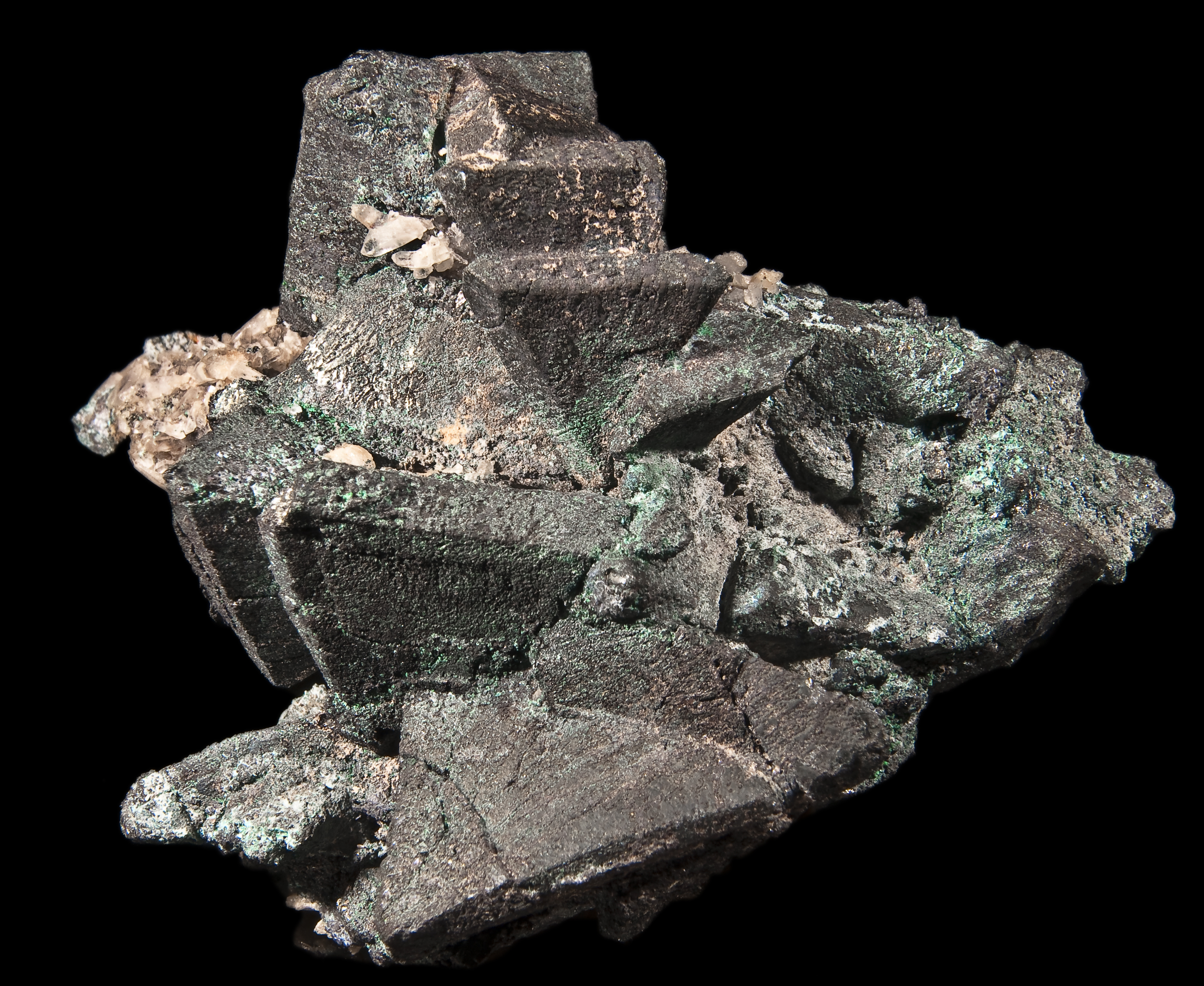
A tetraedritcsoprt tagja: tennantit

Elnevezése, a tarkaérc megjelenési sokféleségéből, tarkaságából ered. Keletkezése hidrotermás, a magas hőmérsékletű felnyomolú folyadékok átitató hatására különböző alapkőzetekhez kapcsolódva keletkezik. Hasonló ásványok: szfalerit, bournonit.

## A tetraedritcsoport fontosabb tagjai
- Annivit (Bi,Cu)12As4S13
- Freibergit (ezüst-fakóérc) (Cu,Ag)12(Sb,As)4S13
- Goldfieldit  Cu12(As,Sb)4(Te,S)13
- Hakit (Ag,Cu,Hg)12(Sb,Se)4S13
- Tennantit (rézarzenit) (Cu,Fe)12As4S13
- Tetraedrit  Cu12Sb4S13
- Schwazit (higanyfakóérc) (Cu,Fe,Hg)12Sb4S13

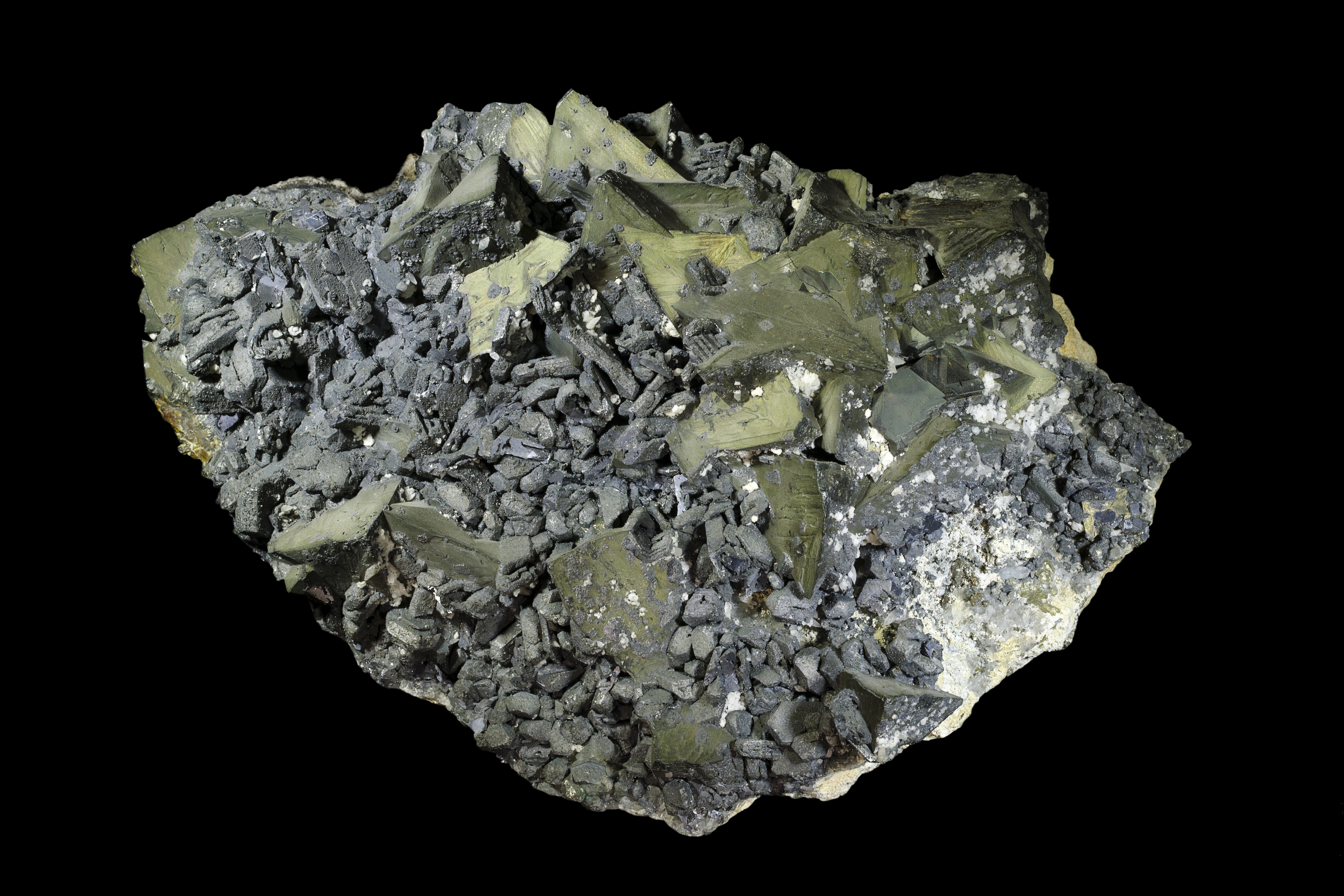
Tetraedrit

## Előfordulásai
Gyakran előforduló ásványféleség. Romániában Kapnikbányán. Szlovákia területén a Gömöri-érchegységben. Németország területén a Harz-hegységben, Siegen, Freiberg környékén, a szászországi érchegységben. Olaszország területén Szardinia szigetén és az Alpokban. Svédországban az ezüstelőfordulásokkal kapcsolatban. Angliában Cumberland vidékén. Oroszországban az Ural-hegyvidéken több helyen. Az Amerikai Egyesült Államok Missouri, Utah, Oklahoma, Colorado és Kansas szövetségi államaiban. Ausztrália területén Broken Hill környékén. Mexikó területén több helyen.

## Hazai előfordulások
A Velencei-hegységben a magmatikus tevékenységet mutató több területen  megtalálták, Pátka és Szabadbattyán környékén bányászták is (Kőszárhegyen). A recski ércesedésben gyakori, közös bányászata folyt más fémércekkel. Rudabánya és Telkibánya területén is folyt bányászata. Alárendelt formában a galenithez kapcsolódóan megtalálható volt Gyöngyösoroszi területén folytatott bányászkodás során.
Kísérő ásványok: kvarc, kalkopirit, pirit és szfalerit.